# 奥托柱
奥托柱（Ottův sloup）位于捷克卡罗维发利的奥托高地了望台附近，海拔593米，立于1852年9月8日。柱高5米，花岗岩材质，用以尊荣首任希腊国王奥托一世（1815-1867）。在19世纪，奥托一世曾五次造访卡罗维发利（1836年、1852年、1856年、1864年和1865年）。1925年和2008年两次重建。在了望台可以看到市中心的景色。

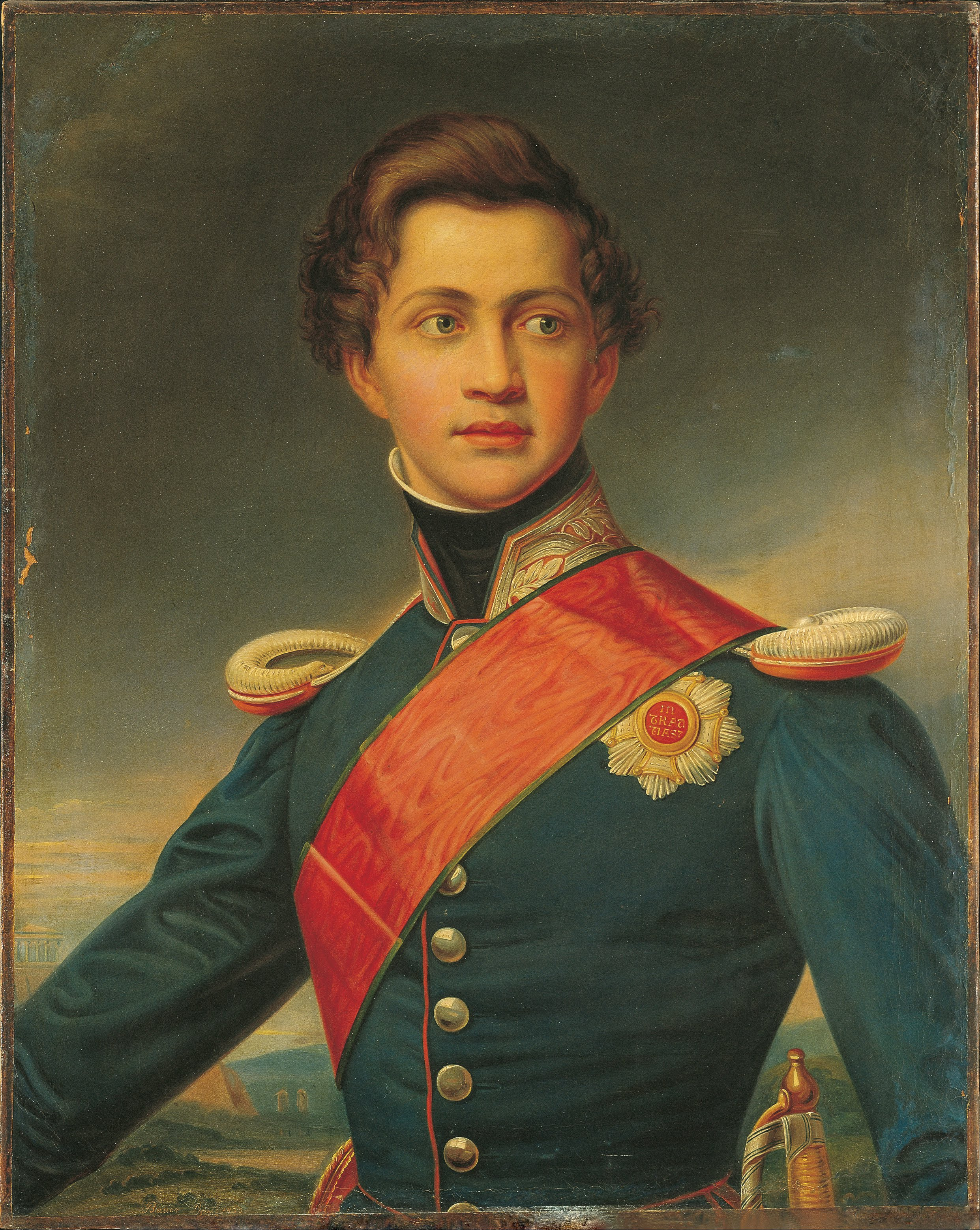
奥托一世